# Manhattan (Art Farmer)
Manhattan è un album di Art Farmer, pubblicato dalla Soul Note Records nel 1982. Il disco fu registrato il 29 e 30 novembre 1981 al Barigozzi Studios di Milano (Italia).

## Tracce
Lato A
1. Context – 6:53 (Kenny Drew)
2. Blue Wail – 5:06 (Kenny Drew)
3. Manhattan – 6:50 (Richard Rodgers, Lorenz Hart)

Lato B
1. Passport – 6:48 (Charlie Parker)
2. Arrival – 6:51 (Hank Deckon, Horace Parlan)
3. Back Door Beauty – 6:17 (Bennie Wallace)

## Musicisti
- Art Farmer - flicorno
- Sahib Shihab - sassofono soprano, sassofono baritono
- Kenny Drew - pianoforte
- Mads Vinding - contrabbasso
- Ed Thigpen - batteria[4]